# История Арзамаса
Арзамас по одной из легенд, был основан царем Иваном Грозным в 1578 году. Один из старинных и красивейших городов Нижегородской области. Здесь жили и работали выдающиеся писатели, поэты, ученые и художники.

## Первые поселения на месте города
Появление первобытных людей в этих краях археологи относят к палеолиту. Окончательное освоение этих земель человеком проходит в VIII—VI тысячелетиях до н. э., в эпоху мезолита. На территории района находится известная мезолитическая стоянка близ села Старая Пустынь. Она появилась, вероятно, около 9-8 тыс. лет назад.
В VI—VII веках нашей эры на территории края появляются неукреплённые селища. У их жителей роль скотоводства постепенно снижается, и его заменяет земледелие.
В XII веке поволжский край, богатый лесами, дичью, мёдом диких пчёл, активно колонизируется древнерусскими поселенцами.
Согласно одной из легенд, первое поселение на высоком холме, где находится исторический центр Арзамаса, было основано эрзянским князем Пургазом, который в числе других бежал в глухие дебри, от нашествия Батыя.  После того, как все мордовские земли постепенно вошли в состав русского государства, населявший их народ постепенно утратил самобытность.

## Основание
Летом 1552 года царь Иван Грозный совершил третий поход на Казань.При этом основной отряд с царской дружиной двигался через Коломну, Владимир и Муром. Далее, примерно 5 — 7 июня, следуя вдоль реки Теши, царь достиг мордовского сельбища, расположенного на высоком холме, и расположил там «третий стан от Мурома». Согласно преданию, он находился на месте, где потом было село Ивановское (ныне микрорайон Ивановский). Встретившись с местными жителями, царь будто бы спросил, чего хочет мордва. Эрзяне попросили, чтобы эту местность закрепили за ними и их потомством, чтобы в их поселения русские торговцы, и наконец, чтобы татары, осевшие на Теше, покинули мордовский пределы. Грозный дал слово, что исполнит просьбу, и объявил эрзянам свою волю о постройке крепости. Тут же при нём начали расчистку леса, рытье рва и основание острога. 
Но это всего лишь легенда. Во время третьего похода на Казань земли Арзамасского края вошли в состав русского государства, крепость заложенна при Иване Грозном, но оснований пологать то, что царь Иван Васильевич основал именно Арзамас нет. Более того, реконструкция маршрута продвижения царских войск, уверяет нас в обратном, что основан был другой город нежели Арзамас. 

Затем для охраны Арзамасского края была основана казачья Выездная слобода (ныне пгт Выездное), а вдоль реки Теши устроена засечная чета. А уже в 1580 году был основан Свято-Николаевский монастырь. 

## Арзамасский кремль
Кремль располагался на вершине треугольного приподнятого над окружающей местностью плато. С западной стороны крутой обрыв к реке Теше. С юго-восточной стороны по глубокому оврагу протекала река Сорока. У южной вершины образованного этими реками треугольника река Сорока впадала в реку Тешу. С востока в место слияния Tеши и Сороки приносила свои воды ещё одна река Шамка. Эта низменная местность, к югу от города, из за обилия воды сильно заболачивалась и следовательно, кроме зимнего времени, была трудно проходима, что также служило природной защитой кремля. С третьей, северной, напольной стороны для защиты крепости прокопали глубокий ров". Первоначально деревянный Арзамасский кремль, занимавший территорию всей исторической части города, имел 11 башен. Затем, после пожара 1650 года, их стало 12 Примечательно, что одна из башен называлась «Настаcьинской» по некоторым сведениям, имя ей дал сам Иван Грозный в честь своей первой жены Анастасии.
На вершине этого треугольника, как самой самой защищённой и приподнятой над окружающей местностью, образовалась главная площадь. На ней разместились административные здания и соборный храм. От Соборной площади лучами расходятся улицы, основные из которых — Стрелецкая (ныне улица 1 Мая)) и Пушкарская (ныне улица К. Маркса), где жили защитники крепости. Это лучевая схема впоследствии стала основой регулярной планировки и застройки Арзамаса. Кремль сгорел во время пожара 1726 года и больше не восстанавливался.
Вот перечень этих церквей в хронологическом порядке, по времени их построения.

## XVII век
В 1606 году (осень-начало зимы) в Арзамасе вспыхивает восстание в поддержку крестьянской войны под руководством И. Болотникова. В 1607 году в город входят правительственные войска и подавляют восстание.
30 марта (9 апреля) 1608 года произошла битва отряда арзамасцев в составе рязанского ополчения против войск Лжедмитрия II под городом Зарайском.
1643 год: был построен Спасо-Преображенский собор.
1685 год: была построена церковь Иоанна Богослова.

### Крестьянская война
Степан Разин заняв Саратов, Самару, Симбирск, отправился к Арзамасу. Перерезая все дороги, ведущие к нему, он овладел Алатырем, Вадом, Темниковым, Саранском и осенью вступил в пределы Арзамасского уезда. Степан Разин рассчитывал, захватив Арзамас, идти на Москву. 26 сентября в город прибыл царский воевода князь Юрий Долгоруков. В начале октября царское войско нанесло ощутимые поражения разинцам у сел Путятино, Исупово, Кременки, а у села Поя наголову был разбит шеститысячный отряд мятежников. Таким образом, взять Арзамас не удалось. Но многим из них довелось увидеть город. Правда, в качестве пленных, где их ожидала суровая казнь. В три месяца от рук палачей погибло 11 000 человек.

#### Божие домики
В 1748 году на Ивановских буграх воздвигли божедомики и скудельницы. Их появление связывают с именем арзамасского купца Матвея Масленикова, который как-то услышал голоса казненных. Эти домики были похожи на небольшие кирпичные часовенки-столбовки. При советской власти они были разрушены, но традиция совершать гулянья на их месте возродилась. Летом 2015 года на месте казни разинцев был установлен памятник — божедомка.

#### Алёна Арзамасская
Русская Жанна д’Арк родилась в казачьем селе Выездная Слобода. Известно, что ещё в молодости девушку насильно выдали замуж за пожилого крестьянина, но тот прожил не долго, и вскоре стала вдовой. После этого Алена постриглась в монахини в женском Николаевском монастыре, а когда началось восстание Разина, присоединилась к повстанцам. Ей удалось собрать отряд из 300—400 человек, с ним она направилась к городу Темникову. 30 ноября 1670 года повстанцы были атакованы царскими войсками и разгромлены. 4 декабря Алена была захвачена воеводой Долгоруковым и сожжена как еретичка.

### Арзамасские гуси
Порода старинная. Разводили их около Арзамаса на берегах Оки и притоков.
Первое упоминание об Арзамасских гусях есть в книгах по истории Арзамаса самого начала XVIII века. Отбирали гусей по массе и по бойцовым качествам. Арзамасские гуси ценились также за очень нежное мясо. «Арзамасский гусь представляет того же тульского гуся, но несколько большего роста, с более длинной шеей и не столь плотным и изящным сложением. Клюв не столь короток и толст как у тульского. Цвет оперения по преимуществу белый, но встречаются серые и глинистые арзамасские гуси. Очевидно, арзамасский гусь представляет не столь чистую породу, как тульский, и по всей видимости в нём есть примесь китайского и может быть и простого но улучшенного русского гуся»
Одним из символов Арзамаса является гусь. Этих птиц в городе и его окрестностях разводили с незапамятных времен и даже вывели свою, арзамасскую породу. Изначально она была создана в XVI веке как бойцовая. В XX столетии породу стали разводить уже как мясную. Ежегодно здесь выращивали до 20 000 гусей, не случайно императрица Екатерина ll во время своеrо визита в Арзамас в 1767 назвала его «гусиной столицей». Арзамасских гусей даже доставляли в Москву, причем своим ходом. Перед ярмарками птиц откармливали, а чтобы они не стерли по дороге лапы, тысячи птиц сначала прогоняли по разлитому вару(смоле), а потом по речному песку. Так на лапках появлялись весьма ноские «баш- мачки». В советские времена Арзамасская порода была утрачена, однако память о ней сохранилась. В последние годы в городе стал проводиться ежегодный фестиваль кулинарного искусства"Арзамасский гусь.

### Золотой век

#### Строительство церквей
В то время развивалось в Арзамасе церковно-строительство: беспрерывно строились церкви в городе и узде. Первые мастера были, конечно, приезжими, но потом обучились и местные жители: крестьяне южной части арзамасского уезда стали плотниками, каменщиками и штукатурами, а про арзамасские иконостасные мастера славились далеко за пределы Нижегородской губернии. Они выполняли заказы из Вятской и Казанской губерниях.
Золотой век Арзамаса был беспрерывной цепью храмосоздательства: не было времени, чтобы в Арзамасе не строилась какая-либо церковь. В эти 75 лет в Арзамасе и Выездновской Слободе выстроено двадцать пять церквей, арзамассцам были тесны старые храмы, они разбирали их и заменяли на новые. То что в других городах создавалось веками, в Арзамасе вырастало за каких-нибудь 20 лет.
За этот период было построено 26 церквей.

## XVIII век
1746 год: была построена церковь Илии Пророка.
1777 год: был построен храм в честь Входа Господня в Иерусалим.
1781 год: был утверждён герб Арзамаса.
1784 год: была построена Благовещенская церковь.
1786 год: был построен храм Тихвинской иконы Божией Матери.
1792 год: был построен храм Казанской иконы Божией Матери.
1793 год: была построена Церковь святого апостола Андрея Первозванного.
1794 год: была построена церковь иконы Божьей Матери «Живоносный Источник».
1797 год: была построена церковь Смоленской иконы Божией Матери.

### Пугачёвщина
Летом 1774 года Арзамасская провинция была охвачена крестьянскими волнениями. На подавление мятежа Пугачева императрица Екатерина ll отправила командующегo 6-й московской дивизией Александра Суворова. В 20-х числах августа легендарный полководец с конвоем из 50 человек остановился на ночлer в Арзамасе. Он ночевал у владельца чугунных заводов Ивана Цыбышева. А позднее, 8-9 ноября, Суворов провез через город в клетке плененного Емельяна Пугачева.

## XIX век
1801 год: была построена церковь иконы Божией Матери Знамение.
1802 год: была построена церковь Владимирской иконы Божией Матери.
1805 год: родилась М. С. Жукова, известная русская писательница (умерла в 1855 году).
1813 год: была построена церковь Богоявления Господня.
7 августа 1823: года произошёл большой пожар в нижней части города.
Сентябрь 1830 года: через Арзамас в Болдино проезжал А. С. Пушкин.
1833 год: была построена церковь Сошествия Святого Духа.
Осень 1830 года: Арзамас пережил эпидемию холеры, от которой погибло 15 человек.
1852 год: был построен храм Рождества Христова.
1878 год: была построена церковь Святого Николая.

### Отечественная война 1812 года
Жители города Арзамаса сформировали отдельный батальон. В сентябре 1812 года, Арзамас был назначен местом сбора 77 батальонов добровольцев. В числе прочих, в Арзамас прибыл Сергей Львович Пушкин, отец всемирно известного поэта. В Арзамас со всех городов России направлялось оружие, обмундирование и продовольствие. Город превратился в один из главных логистических центров в процессе подготовки русского добровольческого ополчения.
На исходе 1812 года в город стали прибывать партии пленных французов. Им жилось не дурно. Кто-то расписывал потолки в домах богатых купцов. Другие оказывались докторами и лечили больных. Один чиновник попал под суд за то, что вместо покупки полушубков для пленных, он положил деньги в карман, а французов познакомил с русскими морозами.

#### Воскресенский собор
В 1814 — 1842 гг. в честь победы над Наполеном и в память о погибших вoинах в Арзамасе был воздвигнут величественный Воскресенский собор, архитектором которого стал уроженец города Михаил Коринфский. Храм строился в основном на пожертвования арзамасцев. Каменная кладка собора возводилась околo 7 лет, а в общей сложности на сооружение было израсходовано 5,5 млн кирпичей, до 1000 кубических саженей бутового камня, около 10 000 железа Воскресенский собор стал венцом величественного и потрясающего по красоте ансамбля Соборной площади, сформировавшейся на месте древнего исторического центра города.

### Школа живописи
В 1802 году в Арзамасе была открыта прославившаяся на всю Россию школа иконописного и живописного дела, подготавливавшая также и учителей рисования из крепостных крестьян. Это была первая России провинциальная частная художественная школа, более известная как Ступинская школа живописи. Она дала стране целый ряд крупных художников, в том числе знаменитого Василия Перова. Организатором заведения был уроженец Арзамаса, академик живописи Александр Васильевич Ступин(1776-1861). Школа просуществовала здесь 60 лет, за которые из неё вышло более полутораста мастеров живописи.

## XX век
1900 год: в городе создаётся социал-демократически кружок под руководством М. В. Гоппиус.
5 сентября 1901 года: открылось движение по железнодорожной дороге от Арзамаса до Темирязева.
12 сентября 1901 года: прибыл в город по железной дороге Епископ Назарий.
22 декабря 1901 года: открылось движение по железной дороге до Нижнего Новгорода.
5 мая 1902 года: под гласный надзор полиции прибыл великий русский писатель А. М. Горький, который поселился в доме на ул. Сальникова (ныне ул. К. Маркса, 17). И хотя Алексей Максимович прожил в городе всего несколько месяцев, он оставил заметный след в его культурной истории. Писатель много общался с местной интеллигенцией. Подружился с известным священником общественным деятелем, создателем первого в городе водопровода Федором Владимирским.
Июль 1903 года: прибыл поезд, который перевозил императорскую семью во главе с Николаем II.
1913 год: открылась первая телефонная станция на 100 номеров.
1911—1912 года: открылось движение от Москвы до Арзамаса, затем на Казань.
1912—1918: жил со своей семьей известный писатель А. П. Гайдар.
14 (27 декабря) 1917 год: вышел первый номер газеты «Арзамасская правда».
18 ноября (1 декабря) 1917 года: была утверждена Советская власть мирным путем.
1929 год: был образован Арзамасский округ.
1934 год: был открыт ННГУ АФ.
1943 год: был открыт Театр драмы
1947 год: в городе пошёл первый автобус.
1956 год: был основан Арзамасский завод лёгкого машиностроения
Весна 1957 года: был открыт Парк культуры и отдыха им. А. П. Гайдара
22 июня 1957 года: был основан Арзамасский историко-художественный музей
1968 год: был открыт АПИ
1990 год: был открыт футбольный клуб «Дружба»

### Великая Отечественная война
В годы Великой Отечественной войны Арзамас являлся важнейшим железнодорожным узлом, связывавшим прифронтовые районы и Москву с Сибирью, Уралом и Дальним Востоком. Через него днем и ночью шли эшелоны с танками, орудиями, самолетами и другой военной техникой. Поскольку в то время не было в Арзамасе крупных предприятий, район внес вклад в победу в основном сельскохозяйственной продукцией. Ещё Арзамас отправлял на фронт зажигательную смесь «КС», медицинский спирт, гипс, воинское обмундирование, полушубки, шапки-ушанки, валенки, кирзовые сапоги. Свыше 20 000 арзамасцев сражались на фронте, из них погибли 10 490 человек. За боевые подвиги более 8000 арзамасцев были награждены орденами и медалями, 10 человек стали героями Советского Союза.
В сентябре 1941 года нарком связи, начальник Главного управления связи Красной армии полковник И. Т. Пересыпкин поставил перед начальником Генерального штаба Маршалом Советского Союза Б. М. Шапошниковым вопрос о необходимости определения места размещения запасного узла связи. 14 октября Пересыпкина принял Сталин и спросил, где лучше расположить объект. Тот предположил в качестве вариантов Куйбышев и Казань. Сталин посмотрел на карту и сказал: «Давай Арзамас! Там когдато была Ставка Ивана Грозного». После этого в окрестностях города закипела работа. Вокруг Арзамаса была в кратчайшие сроки смонтирована кольцевая воздушная линия связи длиной 33,5 километра. В районе железнодорожной станции Арзамас I была построена специальная ветка 5 км, на которой установили поезда связи и специальный поезд оперативной группы Генерального штаба Красной армии. Секретный объект получил кодовое название «Лес». Для его противовоздушной обороны была сформирована Отдельная группа ПВО, которой даже выделили две радиолокационные станции РУС.
Однако потом их перебросили под Сталинград, а в 1942— 1943 гг. Арзамас прикрывался всего одной батареей 742-го зенитного полка.
Во время войны Арзамас не обстреливался, так как здесь был важный железнодорожный узел.

#### Послевоенное время
В июле 1945 года, в город вернулась первая партия демобилизованных воинов, которые, немного отдохнув, приступили к работе. Ведь каждая пара рук была на счету. В колхозах радостно встречали вернувшихся, организовывали торжественные встречи, собрания, которые заканчивались скромным по военному времени ужином. Предприятия и местные власти старались оказывать посильную помощь вернувшимся. Горсовет выделил 112 пар обуви, 534 метров мануфактуры, 305 штук белья, 2880 кг продуктов, 27 000 рублей на единовременные пособия, 1800 кубометров дров. Нуждающимся выделили 6 квартир, ещё 31 квартиру отремонтировали. Такое отношение к защитникам было нормой в послевоенные годы. К 20 августа 1945 года в город вернулись 180 демобилизованных, из них 23 приступили к работе. В сентябре 1945 была учреждена городская Книгa пoчета. Первыми в неё были занесены Никита Егорович Филатов, Клавдия Насонова, Ксения Усанова.
Послевоенные годы для Арзамаса были очень тяжелыми. И хотя город не был фронтовым, но хозяйство за годы войны сильно поизносилось. Все промышленное производство, транспорт служили интересам фронта.

##### Проблемы с электроэнергией
Oчень слабой была энергетическая база. Потребность предприятий города в электроэнергии удовлетворялись на 51 %, а населения на 40 %. Для передачи электроэнергии из Куйбышева в Москву в 1952 г. началось строительство ЛЭП-400. 350 километров трассы досталось Арзамасскому тресту. В этой работе принимали участие рабочие и колхозники более 20 районов Горьковской и Владимирской областей. В самом Арзамасе возле Березовой рощи возник городок из 100 домиков, предназначенных для рабочих треста. В 1954 г строительство ЛЭП было закончено. И в том же году была решена проблема с энергоснабжением города, который получал её вначале от Новогорьковской ТЭЦ, а затем от Горьковской ГЭС.

### Арзамасская область
6 января 1954 года из состава Горьковской области была выделена Арзамасская область. Область образована указом Президиума Верховного Совета СССР от 7 января 1954 года. В состав области были включены города Арзамас, Выкса, Кулебаки, выделенные из состава Горьковской области. Площадь 27,2 тыс. км². Однако уже спустя три года, в апреле 1957 года, она была упразднена в связи с ухудшившимся состоянием Горьковской области.

### Развитие промышленности
В послевоенные годы начался новый этап в истории Арзамаса. В 1951 году открывается Завод коммунального машиностроения («КОММАШ»), затем начинают свою работу асфальто-бетонный завод, литейно-механический завод для валяльно-войлочной промышленности. В 1957 году первую продукцию дал Арзамасский приборостроительный завод. В 1972 году был открыт Арзамасский машиностроительный завод.
Награждён орденом «Знак Почёта» 6 сентября 1978 года за успехи, достигнутые в хозяйственном, культурном строительстве, и в связи с 400-летием основания города.